# Технологія відкритого простору
Техноло́гія відкри́того про́стору (англ. Open Space Technology (OST)) — методологія проведення зборів, конференцій, стратегічних сесій, громадських обговорень тощо, що починається без заздалегідь визначеного порядку денного і передбачає створення порядку денного учасниками в процесі заходу на засадах самоорганізації. Технологія відкритого простору найбільш ефективно працює у випадках, коли збирається значна кількість високомотивованих лідерів рівного соціального статусу для обговорення складних і неструктурованих проблем. Цю методологію розробив Гарісон Оуен на початку 1980-х.

## Стислий опис методології
Технологія відкритого простору передбачає наступні етапи:
1. Вступ організатора чи модератора, що розкриває правила проведення обговорення (див. нижче принципи відкритого простору).
2. Створення порядку денного учасниками.
3. Обговорення питань, внесених до порядку денного.
4. Презентації підсумків обговорень.

Технологія відкритого простору включає наступні важливі компоненти:
- «Ринкова площа»: простір, що має достатню кількість місць для обговорення окремих тем, між якими можуть вільно переміщатися учасники;
- «Дошка оголошень»: розклад, що відображає список обговорюваних тем, місце і час обговорень.

На першому етапі стільці ставляться у формі кола. Після вступу модератора кожен з учасників може запропонувати власний пункт порядку денного таким чином: вийти до центру кола, написати запропоновану тему для обговорення на аркуші, оголосити її та повісити на розклад, самостійно обираючи один із незайнятих варіантів місця та часу. Пропонуючи тему, учасник заходу тим самим бере на себе наступні зобов'язання:
1. Протягом обраного часу бути постійно присутнім на обраному місці обговорення;
2. Модерувати обговорення запропонованої теми всіма, хто прийде для обговорення, та вести нотатки;
3. По завершенні всіх обговорень, використовуючи нотатки, підвести стислі підсумки із запропонованої теми.

Після створення порядку денного учасники приступають до обговорення запропонованих тем відповідно до розкладу. Фактично одночасно відбувається багато обговорень, кожне з них модерує людина, яка запропонувала тему. Всі інші учасники, окрім тих, хто в даний момент модерує запропоновані ними теми, вільно переходять з одного місця на інше, беручи участь у цікавих їм обговореннях. Таким чином, ключовим аспектом технології відкритого простору є самоорганізація: учасники заходу самі вирішують, які теми вони хочуть обговорити та в яких обговореннях взяти участь. Фактично технологія відкритого простору є альтернативою традиційним конференціям та нарадам, організатори яких заздалегідь визначають порядок денний, а всі решта слідують їхньому плану.
Після завершення обговорень учасники, що запропонували і модерували теми, по черзі презентують підсумки обговорень. Захід завершується плануванням наступних кроків (наприклад, створенням робочих груп для втілення прийнятих рішень) та рефлексією учасників (зазвичай у такому самому колі, як на початку).

## Принципи відкритого простору
Організатор чи модератор, пояснюючи правила проведення обговорення, зазвичай згадує наступні принципи:
1. Ті, хто прийшов, саме ті, хто мали прийти.
2. Все починається тоді, коли й має початися.
3. Все відбувається там, де й має відбуватися.
4. Те, що відбувається, є саме те, що має відбуватися.
5. Все закінчується тоді, коли має закінчитися.
6. «Правило двох ніг» або «правило мобільності»: якщо у будь-який час протягом заходу ви відчуваєте, що ви нічого не можете дати чи взяти від обговорення, — використовуйте свої дві ноги, йдіть в інше місце (виняток: ініціатор обговорення певної теми має вищезазначені зобов'язання).

## Що потрібно для проведення заходу у технології відкритого простору
- Достатньо велике приміщення чи простір, виходячи з очікуваного числа учасників;
- Пласка поверхня та пересувні меблі;
- Обладнані місця для обговорення (наприклад, фліп-чарти у кількості, що відповідає очікуваній кількості паралельних обговорень);
- Великі аркуші та фломастери для ведення нотатків.

## Доречність технології відкритого простору
Гарісон Оуен, розробник технології відкритого простору, пропонує наступні критерії:
1. Складність, в розумінні завдань чи очікуваних результатів;
2. Різноманіття, в розумінні людей, залучених чи необхідних для вирішення проблеми;
3. Конфлікт, реальний або потенційний, в розумінні, що люди реально піклуються про центральне питання або мету заходу;
4. Терміновість, в значенні, що діяти необхідно було ще вчора.

Є публікації про успішне використання технології відкритого простору для заходів із числом учасників від 5 до 2000, однак найбільша ефективність досягається для числа учасників від 10 до 100. В Україні технологія відкритого простору використовується для галузевих та кластерних стратегічних сесій, громадських обговорень та громадянських форумів тощо.